# Liste der Monuments historiques in Louroux-de-Beaune
Die Liste der Monuments historiques in Louroux-de-Beaune führt die Monuments historiques in der französischen Gemeinde Louroux-de-Beaune auf.

## Liste der Bauwerke
| Bezeichnung       | Beschreibung                  | Standort | Kennzeichnung | Schutzstatus | Datum | Bild           |
| ----------------- | ----------------------------- | -------- | ------------- | ------------ | ----- | -------------- |
| Kirche St-Sulpice | Erbaut ab dem 13. Jahrhundert | (Lage)   | PA00093139    | Inscrit      | 1963  | weitere Bilder |